# Ankica Dobrić
Ankica Dobrić (Bileća, 6. studenoga 1959.) hrvatska je kazališna, televizijska i filmska glumica.

## Životopis
Rođena je u Bileći, a osnovnu i srednju školu završila je u Trebinju. Diplomirala je na Akademiji dramske umjetnosti u Zagrebu 1984. godine. Članica je glumačkog ansambla kazališta Gavella od 1990. godine.

## Filmografija

### Televizijske uloge
- "Smogovci" kao djevojka Crnog Jacka (1982.)
- "Nepokoreni grad" (1982.)
- "Mali leteći medvjedići" kao Latica i Jasmina (1990.)
- "Hlapićeve nove zgode" kao Jana (glas) (2002.)
- "Villa Maria" kao Silvija Polovanec (2004. – 2005.)
- "Naša mala klinika" kao luda pacijentica (2006.)
- "Ne daj se, Nina" kao Sofija Glowatzky (2007. – 2008.)
- "Zakon ljubavi" kao Neva Perković (2008.)
- "Odmori se, zaslužio si" kao gđa. Lili Feliks (2008.)
- "Dome slatki dome" kao Dušica Žalec (2010.)
- "Larin izbor" kao Oliva Markoni (2011.)
- "Nemoj nikome reći" kao Manda Bubalo (2015. – 2017.)
- "Pogrešan čovjek" kao Marijeta Afrić (2019.)
- "Dar mar" kao Violeta Antonini Grob (2020. – 2021.)

### Filmske uloge
- "Medeni mjesec" kao prodavačica u butiku Gracia (1983.)
- "Dvije karte za grad" kao djevojka (1984.)
- "Sokol ga nije volio" kao Tonka (1988.)
- "Cao, cao, bambina" (1988.)
- "Kamenita vrata" kao pacijentova žena (1992.)
- "Mrtva točka" (1995.)
- "Infekcija" kao TV novinarka (2003.)
- "Kradljivac uspomena" (2007.)
- "Zapamtite Vukovar" kao Žaža (2008.)
- "Špica" kao Biserka (2011.)
- "Visoka modna napetost" kao novinarka (2013.)
- "Za ona dobra stara vremena" kao gospođa Babić (2018.)

### Sinkronizacija
- "Medvjedići dobra srca" (1997.) – studio Nelvana
- "Tili i njen zmaj" kao Tili (1997.)
- "Beskrajna priča (serija)" kao carica Fantazije (1997.) – studio Nelvana
- "Princezin dvorac" kao Sara Hayden (1999.) – studio Golden Films
- "Rudolph: Jelen crvenog nosića" kao Svjetlana (1998.)
- "Sedmi brat" kao Gricko, ptica #1 i jež (2000.)
- "Gladijatorska akademija" kao kipovi starice Pepilija/Aldija #1 i Stefilija/Erina #2, Amila, gladijatorica, Koromantova supruga i ostali likovi (2010.)

## Vanjske poveznice
- Ankica Dobrić u internetskoj bazi filmova IMDb-u (engl.)